# Fritz Fuchs
Pour les articles homonymes, voir Fuchs.
Fritz Fuchs (né le 14 septembre 1894 à Bad Soden am Taunus et mort le 10 octobre 1977 dans la même ville) est un homme politique allemand (NSDAP).

## Biographie
Après l'école primaire, Fritz Fuchs suit une formation de banquier à partir de 1908. En 1911, il devient employé de banque. De 1914 à 1918, il participe à la Première Guerre mondiale, au cours de laquelle il atteint le grade de sergent-adjoint.
En 1923, il devient directeur adjoint de la coopérative et, en 1933, directeur coopératif d'une coopérative de crédit municipale à Bad Soden. En 1937, il quitte la direction de la coopérative. En outre, il est jusqu'à présent directeur de banque chez Bankverein à Offenbach-sur-le-Main.
Le 6 juin 1925, Fuchs rejoint le NSDAP (numéro de membre 999), dans lequel il reprend ensuite les tâches de chef de groupe local à Bad Soden. De plus, il devient membre de la SS en 1925, d'où il est passé à la SA en 1930 et y est passé au rang de Sturmbannführer en 1940. Pour le parti, il est de 1927 à 1937 échevin à Bad Soden et de 1933 à 1937 député supplémentaire au conseil de l'arrondissement de Main-Taunus. En 1933, il devient chef de district honoraire e l'arrondissement de Main-Taunus et du début octobre 1937 au début août 1940, il est chef de district à plein temps à Mayence. Début août 1940, Fuchs devient chef de district NSV à Gau Hessen-Nassau en tant que successeur de Haug et à partir d'octobre 1943 chef de district NSV. En octobre 1943, il est reconduit dans ses fonctions de chef de district à Mayence et y dirige le Volkssturm en 1944/45. Fin mars 1945, il est pendant quelques jours chef du district de Büdingen.
Le 28 janvier 1943 Fuchs succède à Adalbert Gimbel (de), qui a démissionné, en tant que député au Reichstag, auquel il appartient en tant que représentant de la 19e circonscription (Hesse-Nassau) jusqu'à la fin du régime nazi au printemps 1945.
Le 18 juin 1945, il est envoyé au camp d'internement de Dachau par les Américains après avoir fui les troupes américaines vers les parties auparavant inoccupées du Reich allemand. De Dachau, il vient à Darmstadt, où il attend sa dénazification le 6 novembre 1947. En tant que « principal coupable », il est condamné à dix ans de camp de travail. Cette sentence est annulée en 1950 par le ministre hessois de la Libération politique. Dans le nouveau procès qui a suivi, il n'est classé que comme  « victime ».